# Henry Cosby
Henry Cosby, detto Hank (Detroit, 12 maggio 1928 – Detroit, 22 gennaio 2002), è stato un compositore e produttore discografico statunitense, principalmente attivo per la Motown Records.
Benché abbia collaborato con artisti di diverse etichette discografiche, dalle Supremes ai Temptations, Cosby è principalmente conosciuto come l'autore di molti dei primi successi di Stevie Wonder, inclusi My Cherie Amour, I Was Made to Love Her e Uptight (Everything's Alright). Cosby fu anche sassofonista, membro del gruppo musicale Funk Brothers, musicisti della Motown.
È morto nel 2002 all'età di 73 anni, in seguito a complicazioni derivate dall'operazione per l'inserimento di un bypass. Nel 2006 è stato inserito nella Songwriters Hall of Fame.